# Optionsmodell

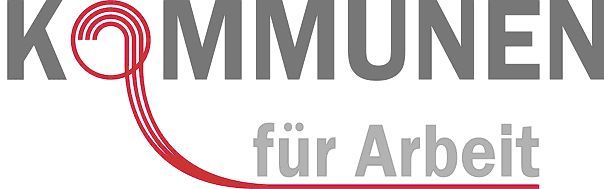
Logo des Deutschen Landkreistages für die Optionskommunen

Im Optionsmodell besitzt eine Kommune (Landkreis oder kreisfreie Stadt) die alleinige Trägerschaft der Leistungen nach dem Zweiten Buch Sozialgesetzbuch (SGB II). Diese sogenannten Optionskommunen sind zugelassene kommunale Träger der Grundsicherung für Arbeitsuchende. Das Jobcenter ist in diesen Fällen schlicht Teil der Kommunalverwaltung. Die gesetzlichen Grundlagen hierfür sind insbesondere Art. 91e Abs. 2 GG und §6a SGB II sowie die Kommunalträger-Zulassungsverordnung.
Die Aufsicht über die zugelassenen kommunalen Träger obliegt den zuständigen Landesbehörden, § 48 Abs. 1 SGB II. Die Rechtsaufsicht über die obersten Landesbehörden übt jedoch die Bundesregierung aus, soweit die zugelassenen kommunalen Träger Aufgaben anstelle der Bundesagentur erfüllen, § 48 Abs. 2 Satz 1 SGB II.
Im gesetzlichen Regelfall sind – überall dort, wo es keine optierende Kommune gibt – die Bundesagentur für Arbeit und die jeweilige Kommune Leistungsträger der Grundsicherungsleistungen nach dem SGB II. Sie bilden jeweils eine gemeinsame Einrichtung nach Art. 91e Abs. 1 GG und § 44b SGB II, welche nach § 6d SGB II ebenfalls die Bezeichnung Jobcenter führt.

## Entwicklung des Optionsmodells

### Gesetzliche Grundlagen (2004)
Die gesetzliche Grundlage für das Optionsmodell wurde 2004 mit dem Vierten Gesetz für moderne Dienstleistungen am Arbeitsmarkt (Zweites Buch Sozialgesetzbuch – SGB II) geschaffen. Nach der „Experimentierklausel“ (§ 6a SGB II) konnten bis zu 69 Landkreise oder kreisfreie Städte (analog zu der Zahl der Sitze im Bundesrat) die alleinige Trägerschaft der Grundsicherung für Arbeitssuchende beantragen. Ziel dieser Regelung war die Erprobung alternativer Modelle zur Eingliederung von Arbeitsuchenden. Das Optionsmodell trat damit in Wettbewerb zur Aufgabenwahrnehmung durch die Agenturen für Arbeit im Rahmen des Regelmodells der Arbeitsgemeinschaft#Öffentliche Körperschaften. Das Modell war Ergebnis eines Kompromisses zwischen der Bundesregierung und den Regierungen der Länder. Es war auf sechs Jahre befristet (1. Januar 2005 bis 31. Dezember 2010). Auf Basis einer gesetzlich vorgeschriebenen Wirkungsevaluation sollte ab 2008 eine Entscheidung über die Fortführung des Optionsmodells gefällt werden.

### Experimentierphase (2005–2010)
Zum 1. Januar 2005 übernahmen 69 Kommunen die kommunale Trägerschaft des SGB II. Während der Experimentierphase 2005–2010 machte keine Optionskommune von der Möglichkeit Gebrauch, die Zulassung zurückzugeben. Von diesen Optionskommunen waren 63 Landkreise und 6 kreisfreie Städte. Geographische Schwerpunkte des Optionsmodells befinden sich in Brandenburg, Hessen und Niedersachsen. Die hessische Landeshauptstadt Wiesbaden ist die einzige Stadt mit mehr als 200.000 Einwohnern, die Optionskommune ist. Insbesondere der Deutsche Landkreistag organisierte den interkommunalen Erfahrungsaustausch zwischen den Optionskommunen. Das Optionsmodell wurde bereits während dieser Experimentierphase von den verschiedenen Akteuren sehr unterschiedlich beurteilt. Während die Optionskommunen und der Deutsche Landkreistag das Modell unterstützen, kritisierte es insbesondere die Bundesagentur für Arbeit.
Die Wirkungsevaluation lieferte kein eindeutiges Ergebnis, ob das Optionsmodell dem Modell Arbeitsgemeinschaften überlegen ist oder nicht.

### Fortführung des Optionsmodells ab 2011
Seit dem 1. Januar 2011 ist das Optionsmodell entfristet, die Optionskommunen besitzen unbefristet die alleinige Trägerschaft der Leistungen nach dem Sozialgesetzbuch II. Grundlage war die Änderung des Grundgesetzes durch Einfügung des Artikel 91e (2). Die Optionskommunen mussten sich verpflichten, künftig Zielvereinbarungen mit den zuständigen Landesbehörden abzuschließen, bestimmte Daten zu erheben und diese der Bundesagentur für Arbeit zu übermitteln.
Ab dem 1. Januar 2012 verantworten 41 weitere Kommunen als zugelassene kommunale Träger die Grundsicherung für Arbeitssuchende. Dazu mussten sie bis zum 31. Dezember 2010 einen Antrag bei dem zuständigen Landesministerium einreichen. In diesem Antrag mussten sie unter anderem nachweisen, dass sie geeignet sind, die Aufgabe zu übernehmen. Voraussetzung für diesen Antrag war eine 2/3 Mehrheit in der kommunalen Vertretungskörperschaft (z. B. Kreistag, Stadtrat). 78 Kommunen haben einen solchen Antrag gestellt, davon 2 ohne den notwendigen 2/3 Beschluss. 16 Kommunen, deren Antrag abgelehnt wurde, darunter die Stadt Leverkusen, erhoben daraufhin eine Kommunalverfassungsbeschwerde vor dem Bundesverfassungsgericht. Das Bundesverfassungsgericht entschied zwar, dass die gesetzlich geforderte Zweidrittelmehrheit gegen die kommunale Selbstverwaltung verstößt, wies aber die Verfassungsbeschwerden im Ergebnis zurück, weil der Bund die Anzahl der Optionskommunen zulässig auf 110 beschränken durfte.

## Organisation

### Bezeichnungen
Die Optionskommunen (oder Optierende Kommunen, Optierer oder Optionskreise) sind die zugelassenen kommunalen Träger nach § 6a SGB II und führen nach § 6d SGB II die Bezeichnung Jobcenter.

### Einbettung in die Kommunalverwaltung
Die Organisation der Bearbeitung des Arbeitslosengeldes II ist bei den optierenden Trägern sehr unterschiedlich geregelt. So arbeiten die kommunalen „Hartz-IV-Stellen“ (z. T. auch „kommunale Jobcenter“) zum Teil als Unterabteilungen des traditionellen Sozialamtes, als eigenes Amt innerhalb der Kommunalverwaltung als aus der Verwaltungshierarchie herausgelöste Stabsstellen oder als von der Verwaltung getrennter kommunaler Eigenbetrieb.

### Innere Struktur der zuständigen Stellen
Die innere Struktur der bearbeitenden Stellen ist sachbedingt oft ähnlich den gemeinsamen Einrichtungen bei von Kommunen und Agentur für Arbeit. So gibt es sowohl nach räumlicher (vor allem in Flächenlandkreisen) als auch nach sachlicher (vor allem optierende kreisfreie Städte) Zuständigkeit gegliederte Optionsbehörden oder ein Mischmodell (sog. Matrixorganisation). Hier spiegelt sich auch der Wille des Gesetzgebers wider, mit dem Optionsmodell neue Wege in der Betreuung von Arbeitsuchenden zu suchen. Die verschiedenen Organisationsformen werden durch ein internes Benchmarking verglichen und Vor- und Nachteile ausgelotet. So hat sich in einzelnen Kommunen die gewählte Organisationsform nicht bewährt und wurde geändert.

## Kritik und Diskussion
Kritiker des Optionsmodells befürchten vor allem die Entstehung einer Zweiklassenvermittlung (Kurzzeitarbeitslose: Arbeitsagentur; Langzeitarbeitslose: Kommune) und zweifeln an der Ebenbürtigkeit der Kompetenz der Kommunen (z. B. für die überregionale Vermittlung) mit der der Agenturen als Nachfolger des traditionsreichen Arbeitsamtes. In einer vergleichend angelegten Untersuchung der Bundesagentur für Arbeit wurde 2008 die Vermittlung von Langzeitarbeitslosen als ungenügend kritisiert. Die Studie wird von mehreren Sozialexperten und den Optionskommunen kritisiert, da das untersuchte Datenmaterial nicht vergleichbar gewesen sei und auch die Bundesagentur als bereits vorheriger Befürworter der ARGEN nicht für eine neutrale Untersuchung geeignet sei. Auch eine Studie des ifo Instituts ergab, dass die Übergangswahrscheinlichkeit von Arbeitslosen in den ersten Arbeitsmarkt in kommunal geführten Jobcentern geringer war als in gemeinsamen Einrichtungen.
Befürworter wiederum stellen die Flexibilität der Kommune, auf Gegebenheiten des örtlichen Arbeitsmarktes kurzfristig und ohne Konsultation einer fernen Hauptverwaltung schnell reagieren zu können, in den Vordergrund. Weiter betonen sie die gute Ortskenntnis, den engen Kontakt der Kommunen zu den örtlichen Arbeitgebern durch andere Aufgaben (z. B. Gewerbeaufsicht, Wirtschaftsförderung) und die verfassungsmäßig eindeutig rechtmäßige Vermittlung in kommunaler Hoheit. Diese wurde bei den Arbeitsgemeinschaften zwischen Agentur und Kommunen – der Alternative zur Option – vor dem Bundesverfassungsgericht erfolgreich angefochten.
Insbesondere das Urteil des Bundesverfassungsgerichts hat die Diskussion um die Zukunft der Optionskommunen neu entfacht, obwohl das Optionsmodell nicht Streitgegenstand war. Es hatte darauf hingewiesen, dass keine Gründe für die zahlenmäßige Begrenzung der Option ersichtlich seien. Zur Ermittlung der Vor- und Nachteile des Optionsmodells wird dieses vom Forschungsinstitut infas begleitet. Die offizielle Evaluation der Aufgabenwahrnehmungsmodelle bis 2010 ergab, dass beide Organisationsformen Vor- und Nachteile haben (keine der Organisationsformen ist der anderen in allen Dimensionen der Betrachtung überlegen).